# Le Fête
Le Fête település Franciaországban, Côte-d’Or megyében. Lakosainak száma 45 fő (2022. január 1.). Le Fête Essey, Clomot, Meilly-sur-Rouvres, Mimeure és Musigny községekkel határos.

## Népesség
A település népességének változása:
| Lakosok száma | 64   | 55   | 51   | 47   | 50   | 54   | 48   | 43   | 41   | 45   |
|               | 1968 | 1982 | 1990 | 2006 | 2013 | 2015 | 2017 | 2019 | 2020 | 2022 |